# Oh ne, Cherie
»Oh ne, Cherie« (ang.: »Don't Cry Cherie«) je skladba in prvi singel skupine Rendez-Vous iz leta 1984. Avtorja glasbe sta Miro Čekeliš in Đorđe Novković, besedilo pa je napisal Dušan Bižal.

## Jugovizija 1984
23. marca 1984 so s to skladbo nastopili na Jugoviziji v Univerzalni dvorani v Skopju, kar je bil jugoslovanski izbor za pesem Evrovizije. Udeležbo na Evroviziji je naša skupina za las zgrešila, saj je zasedla končno tretje mesto.

## Snemanje
Producent je bil Mato Došen, snemanje pa je potekalo v ljubljanskem studiu Tivoli. Skladba je bila izdana na njihovem istoimenskem debitantskem albumu Rendez-Vous pri ZKP RTV Ljubljana, a samo na kaseti.
Na istoimenskem albumu na veliki vinilni plošči pri založbi ZKP RTV Ljubljana, je bila namreč izdana samo angleška verzije te skladbe z naslovom »Don't Cry Cherie«.

## Avtorski spor
Gre za nedokončan spor med uradnim avtorjem melodije Đorđem Novkovićem in nepriznanim Danijelom Popovićem. Slednji trdi, da je Novković speljal zadevo na svoj mlin, a Danijel pravi, da je on pravi avtor, za kar naj bi imel vso dokumentacijo.

## Zasedba

### Produkcija
- Miro Čekeliš – glasba
- Đorđe Novković – glasba
- Danijel Popović – glasba (nepriznano avtorstvo)
- Dušan Bižal – besedilo
- Mato Došen – aranžma, producent
- Aco Razbornik – tonski snemalec

### Studijska izvedba
- Wolf – solo vokal, kitara
- Goran Šarac – spremljevalni vokal
- Željko Mevželj – bas kitara
- Miro Čekeliš – bobni

## Mala plošča
7" vinilka
- »Oh ne, Cherie« (A-stran) – 3:00
- »Tako sem osamljen« (B-stran) – 2:15